# Alinea berengerae
Alinea berengerae là một loài thằn lằn trong họ Scincidae. Loài này được Miralles mô tả khoa học đầu tiên năm 2006.